# Al-Shabab Al-Arabi Club
L'Al Shabab Al Arabi Club, in arabo نادي الشباب العربي, è stata un'associazione sportiva di Dubai che militava nei campionati sportivi degli Emirati Arabi.
Il club comprendeva una squadra di calcio, una di pallavolo, una di basket ed una di pallamano sia maschile che femminile. L'ultimo presidente del club è stato lo sceicco di Dubai Mohammed bin Rashid Al Maktum, che ha fatto diventare il club, uno dei più forti degli Emirati Arabi. Tra i principali trofei vinti dal club ci sono 3 UAE Arabian Gulf League, 4 Coppe del Presidente, 1 Etisalat Emirates Cup e 3 Coppa dei Campioni del Golfo.
Il soprannome della squadra era "I rapaci".
Nel 2017 la squadra si è fusa insieme all'Al-Ahli Club e il Dubai Club andando a formare lo Shabab Al-Ahli Dubai FC

## Storia

### Dalla Fondazione agli anni 90
Fondato nel 1958 l'Al Shabab Al Arabi Club nel 1970 si fuse con l'Al Wihda Club con il nome di Al-Ahly Club, il nome verrà poi ricambiato nel 1974, anno in cui il Ministro per lo sport degli EAU decretò ufficialmente la nascita del Al Shabab Al Arabi Club.
Nel 1974 il club prende parte alla prima edizione della UAE Arabian Gulf League he termina al terzo posto, la stagione successiva la squadra arriva in finale nella seconda edizione della Coppe del Presidente dove però viene sconfitto, coppa che verrà vinta nella stagione 1981-1982, ma nonostante ciò non arrivano altri successi né nelle coppe nazionali né nel campionato, solo sul finire degli anni ottanta ci sono altre due finali perse della Coppe del Presidente.

### Anni 90
Nel 1990 l'Al Shabab vince la sua prima UAE Arabian Gulf League e la seconda Coppe del Presidente conquistando così il Double Nazionale. Dopo una stagione senza partite a causa della Guerra del Golfo, nel 1992 la squadra partecipa e vince il suo primo trofeo internazionale la Coppa dei Campioni del Golfo 1992 è arrivata in semi-finale del Campionato d'Asia per club 1991-1992 dove viene sconfitto dai sauditi del Al-Hilal Club, ma riesce a vincere la finale per il terzo posto rifilando un 4-1 ai qatarioti del Al-Rayyan Sports Club, la stagione successiva la squadra partecipa nuovamente alla Coppa dei Campioni del Golfo 1993, ma questa volta la squadra arriva al secondo posto nel girone dietro i sauditi dell'Al-Shabab Club nella stagione 1993-1994 la squadra termina in settima posizione nella UAE Football League. La stagione 1994-1995 è la stagione del secondo titolo nazionale vinto dopo un'aspra lotta contro l'Al-Ain ma anche quella della finale persa in Coppa delle Coppe dell'AFC 1994-1995 persa contro i giapponesi del Yokohama Flügels, mentre nella stagione successiva la squadra viene eliminata nella AFC Champions League al primo turno dai libanesi del Al-Ansar.
Il periodo di successi per l'Al-Shabab continua ed arriva la vittoria della terza Coppe del Presidente nella stagione 1996-1997 contro l'Al-Nasr Sports Club mentre la stagione successiva per il team è una stagione senza successi che termina con il settimo posto nella UAE Football League 1997-1998 che non permette la qualificazione alle coppe Asiatiche invece nella stagione 1998-1999 la squadra perde la finale di Coppe del Presidente contro l'Al-Ain.

### Il nuovo millennio
Il nuovo millennio sembra aprirsi bene per l'Al Shabab che arriva in finale della UAE FA Cup dove però viene sconfitto con un netto 3-1 dal Al-Wahda, ma questo è solo uno spiraglio di luce in un periodo buio per l'Al-Shabab che nelle stagioni 2000-2001, 2001-2002 e 2002-2003 colleziona rispettivamente un ottavo, un decimo e un nono posto. L'Al-Shabab ha un solo periodo di ripresa nella stagione 2003-2004 in cui la squadra dopo il secondo posto nella prima fase si qualifica per la fase finale in cui termina al terzo posto dietro l'Al-Ain e l'Al-Ahli Club, mentre nelle altre stagioni la squadra colleziona ben quattro sesti posti di seguito prima del inaspettato campionato vinto nella stagione 2007-2008.

#### 2007-2008
Poi nella stagione 2007-2008, nella squadra di Dubai arrivano l'ex giocatore Brasiliano Toninho Cerezo come allenatore, il centrocampista colombiano David Ferreira e anche quello Iraniano Javad Kazemian che uniti ad un gruppo di giovani fanno arrivare con molta sorpresa la vittoria della terza UAE Arabian Gulf League all'ultima giornata dopo la vittoria decisiva contro l'Al-Jazira Club, così l'Al Shabab ritorna anche a giocare in AFC Champions League.

#### 2008-2009
La stagione 2008-2009 per l'Al-Shabab doveva essere la stagione delle riconferme dopo la vittoria della stagione precedente, ma nonostante un forte mercato di rinforzamento e un buon pre-campionato (con una sconfitta di misura in un'amichevole contro la Roma, la squadra fallisce in tutti gli obbiettivi.
Nella UAE Super Cup la squadra viene sconfitta dall'Al-Ahli Club, nella Coppa del Presidente arriva la sconfitta in finale contro l'Al-Ain Sports and Cultural Club, mentre nella AFC Champions League e nella neonata coppa la Etisalat Emirates Cup la squadra viene eliminata ai gironi.

#### 2009-2010
La stagione 2009-2010 anche stavolta termina con un settimo posto in campionato che gli permette di partecipare alla Coppa dei Campioni del Golfo competizione a cui aveva partecipato anche nel 2009 dove venne eliminata nella fase a gironi; nella Etisalat Emirates Cup la squadra viene eliminata per il secondo anno di seguito nella fase a gironi e inoltre per il secondo anno di seguito la squadra perde la finale della Coppa del Presidente, questa volta per 3-1 da parte dell'Emirates Club.

#### 2010-2011
La stagione 2010-2011 per l'Al-Shabab è ricca di successi nazionali e internazionali.
La stagione si apre con l'arrivo del centravanti Senegalese Lamine Diarra e di due altri centravanti Brasiliani, Júlio César e Ciel, mentre la panchina viene affidata a Paulo Bonamigo.
Al termine della stagione l'Al Shabab si riqualifica dopo un anno per l'AFC Champions League grazie al quarto posto nella UAE Pro-League 2010-2011, mentre nelle varie coppe arriva il primo successo nella Etisalat Emirates Cup e la vittoria della seconda Coppa dei Campioni del Golfo.

#### 2011-2012
Nella stagione 2011-2012 la squadra partecipa alla AFC Champions League e dopo aver vinto i preliminari contro gli uzbeki del Neftchi Fergana per 3-0, il club termina il girone al quarto posto conquistando solo 2 punti così venendo eliminati dalla competizione, nella Coppa del Presidente la squadra viene eliminata al primo turno mentre nella Etisalat Emirates Cup perde la finale ai rigori contro l'Al-Ahli Club e così non riesce a riconfermare il titolo, invece nella UAE Arabian Gulf League, dopo una stagione passata nelle parti nobili della classifica la squadra termina al terzo posto in classifica qualificandosi per la AFC Champions League
.

#### 2012-2013
La stagione 2012-2013 inizia con l'addio dell'allenatore Paulo Bonamigo che si trasferisce all'Al-Jazira sostituito dal connazionale Marcos Paquetá. Durante il mercato estivo la società cerca di migliorare il più possibile l'organico con l'innesto di giocatori di calibro internazionale come i brasiliani Edgar e Luiz Henrique e il giocatore emiratino ex Sharjah Abdullah Abdul Rahman; inoltre c'era stato il tentativo da parte della società di ingaggiare il britannico Michael Owen ricevendo però il rifiuto del giocatore.
La stagione inizia con il pareggio in Etisalat Emirates Cup contro gli acerrimi rivali del Al-Ahli Club per 1-1. In campionato la stagione inizia bene con il successo contro il Baniyas per 2-0, ma la squadra non si riconferma e perde le due partite successive per 1-0 e 4-2 contro Al-Wahda e Al-Nasr. Dopo la sosta per la nazionale l'Al Shabab torna alla vittoria nella seconda giornata della fase a gironi della Etisalat Emirates Cup con un secco 3-0 contro il Dibba Al-Fujairah, ma nella quarta giornata di campionato la squadra subisce una pesante sconfitta per 5-1 sempre contro i rivali del Al-Ahli Club; dopo due pareggi e altre due sconfitte contro Al Ain e Al Jazira Club, la squadra torna finalmente alla vittoria con un 2-1 ai danni del Al-Wasl,da allora l'Al Shabab realizza un filotto di 6 vittorie consecutive. La squadra ottiene anche l'accesso alle semifinali della Coppa del Presidente grazie alle vittorie contro Al-Nasr e Sharjah.
Nel mercato invernale arriva in prestito il giocatore cileno Carlos Villanueva, poi il 9 febbraio 2013 l'Al Shabab raggiunge un altro importante obbiettivo raggiungendo la qualificazione alla fase a gironi della AFC Champions League 2013 dopo la vittoria ai rigori contro gli iraniani del Saba Qom nei play-off.Il 26 febbraio gioca la prima partita della fase a gironi della massima competizione continentale perdendo per 2-1 in Qatar contro il Lekhwiya SC. Dopo questa sconfitta per l'Al Shabab si apre un periodo di crisi, che inizia con il pareggio con l'Ajman Club, seguito da altre due sconfitte: una in campionato e una nella AFC Champions League 2013 in casa contro il Paxtakor per 1-0
In aprile arriva la prima vittoria stagionale nella AFC Champions League contro i sauditi del Al-Ettifaq per 1-0 grazie ad una rete di Naser Masood, successivamente nel girone di ritorno della champions league l'Al Shabab riesce nel miracolo e grazie prima alla vittoria sul Lekhwiya SC per 3-1 riapre i giochi per il passaggio del turno e con la vittoria contro gli uzbeki del Paxtakor per 2-1 si qualifica per gli ottavi di finale come seconda classificata, raggiungendo per la prima volta la fase ad eliminazione diretta.

## Palmarès

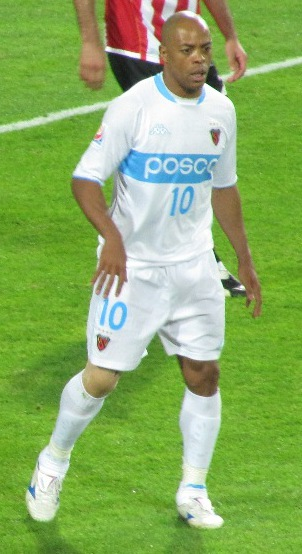
Denilson è il miglior marcatore della storia dell'Al Shabab.

### Competizioni nazionali
- Campionato emiratino: 3

1989-1990, 1994-1995, 2007-2008
- Coppa del Presidente: 4

1980-1981, 1989-1990, 1993-1994, 1996-1997
- Etisalat Emirates Cup: 1

2010-2011
- Prima Divisione (Emirati Arabi Uniti): 1

1974-1975

### Competizioni internazionali
- Coppa dei Campioni del Golfo: 3

1992, 2011, 2015

### Altri piazzamenti
- Campionato emiratino:

Terzo posto: 1973-1974, 2003-2004, 2011-2012, 2014-2015
- Coppa del Presidente degli Emirati Arabi Uniti:

Finalista: 1976-1977, 1981-1982, 1984-1985, 1987-1988, 1998-1999, 2008-2009, 2009-2010, 2012-2013
Semifinalista: 2010-2011
- UAE Federation Cup:

Finalista: 2000-2001
- UAE FA Cup:

Finalista: 2000-2001
- UAE Arabian Gulf Cup:

Finalista: 2011-2012, 2015-2016, 2016-2017
Semifinalista: 2012-2013
- Supercoppa del Golfo Arabico:

Finalista: 2008
- AFC Champions League:

Terzo posto: 1991
- Coppa delle Coppe dell'AFC:

Finalista: 1994-1995
Semifinalista: 1990-1991
- Coppa dei Campioni del Golfo:

Secondo posto: 1993

## Statistiche

### Risultati nelle competizioni AFC
- AFC Champions League: 6 apparizioni

1992:3º posto
1996: Primo Turno
2009: Fase a Gironi
2012: Fase a Gironi
2013: Ottavi di Finale
2016: Preliminari
- Coppa delle Coppe dell'AFC: 3 apparizioni

1990-91: Semi-Finale
1994-95: Finalista (Sconfitta in finale per 2-1 contro i Yokohama Flügels)
1997-98: Secondo Turno

### Performance nelle competizioni UAFA
- Coppa dei Campioni del Golfo: 8 apparizioni

1992: Campioni (Primo Titolo)
1993: 2º posto (Secondo nel girone finale dietro l'Al-Shabab Club)
1995: Semi-Finali
1996: Quarti di Finale
2002: 4º posto
2009: Fase a Gironi
2011: Campioni (Secondo Titolo)
2014: Semi-Finali
2015: Campioni (Terzo Titolo)